# テア・オブレヒト
テア・オブレヒト （Téa Obreht、1985年9月30日 - ）は、セルビア系アメリカ人の小説家。セルビアのベオグラード出身。代表作は『タイガーズ・ワイフ』。

## 経歴
1992年、紛争の激化するユーゴスラビアを離れ、家族とともにキプロスに、やがてエジプトに渡る。1997年にアメリカに移住。16歳で南カリフォルニア大学に入学、20歳でコーネル大学大学院の創作科に進む。ニューヨーカー、ゾエトロープ、ハーパーズ等の雑誌、ニューヨーク・タイムズ、ガーディアン等の新聞に短篇を寄稿。初の長篇となる『タイガーズ・ワイフ』は2011年のオレンジ賞を受賞（25歳での受賞は史上最年少）。全米図書賞の最終候補作となったほか、多くの新聞・雑誌で2011年のベスト作品のひとつに挙げられた。ニューヨーク州在住。